# Покровская волость (Херсонский уезд)
Покровская волость — административно-территориальная единица Херсонского уезда Херсонской губернии и Криворожского уезда Екатеринославской губернии.

## История
26 февраля 1919 года вошла в состав новообразованного Криворожского уезда.
Упразднена 7 марта 1923 года.

## Характеристика
По состоянию на 1886 год состояла из 3 поселений, 3 сельских общин. Население 6539 человек (3290 мужского пола и 3249 женского), 1106 дворовых хозяйств.
|                        | Площадь десятин | В том числе пахотной, дес. |
| ---------------------- | --------------- | -------------------------- |
| Сельских общин         | 22 299          | 15 868                     |
| Казённой собственности | 4344            | 443                        |
| Другой собственности   | 240             | 240                        |
| Всего                  | 26 883          | 16 551                     |

Самые большие поселения волости:
- Покровское (Вшивое) — село при реке Вшивой в 150 верстах от уездного города, 2978 человек, 495 дворов, православная церковь, школа, земская станция, лавка, базар по воскресеньям.
- Костромское — село, 3379 человек, 597 дворов, православная церковь, школа, 2 лавки.